# Koplik
Koplik é uma cidade e município (em albanês:  bashkia) da Albânia. É a capital do distrito de Malësi e Madhe na prefeitura de Escodra.